# Valforstjärnen
Valforstjärnen är en sjö i Örnsköldsviks kommun i Ångermanland och ingår i Gideälvens huvudavrinningsområde. Sjön har en area på 0,0696 kvadratkilometer och ligger 325,4 meter över havet.

## Delavrinningsområde
Valforstjärnen ingår i det delavrinningsområde (708335-162754) som SMHI kallar för Ovan Remmarån. Medelhöjden är 281 meter över havet och ytan är 33,23 kvadratkilometer. Räknas de 40 avrinningsområdena uppströms in blir den ackumulerade arean 501,76 kvadratkilometer. Flärkån som avvattnar avrinningsområdet har biflödesordning 2, vilket innebär att vattnet flödar genom totalt 2 vattendrag innan det når havet efter 89 kilometer. Avrinningsområdet består mestadels av skog (77 procent) och sankmarker (16 procent). Avrinningsområdet har 0,14 kvadratkilometer vattenytor vilket ger det en sjöprocent på 0,4 procent.